# Netley Abbey

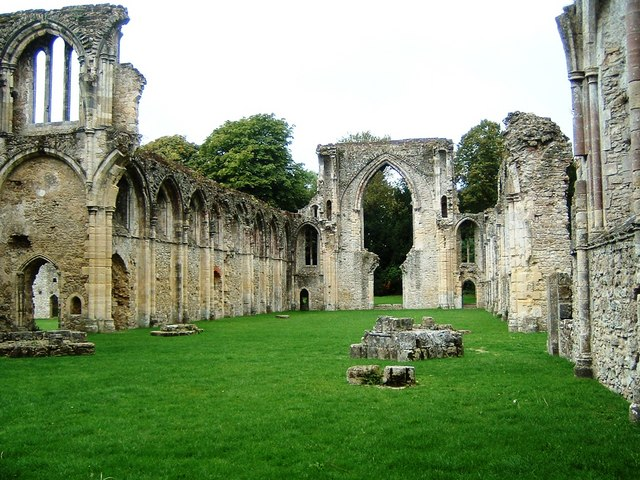
Klosterruiner från Netley Abbey

Netley Abbey är en medeltida engelsk klosterruin i byn Netley utanför Southampton. Klostret grundades 1239 av cisterciensermunkar, och de levde och verkade där under nästan 300 år. Klostret var dock aldrig särskilt rikt, och gav inte heller upphov till några framstående teologer eller vetenskapsmän. Istället brottades det med stora ekonomiska problem, men var trots detta känt för sin gästfrihet gentemot bland annat sjömän och landresande. 
Klostret stängdes av kung Henrik VIII år 1536 i samband med övergången till protestantism. Det köptes av politikern William Paulet, som byggde om det till bostad, och det användes sedan som lantställe till början av 1700-talet, då det övergavs och man började riva det för att få byggnadsmaterial. Ruinerna blev välbesökta under romantiken, och flera författare och målare (däribland Jane Austen, William Pearce och William Sotheby) besökte ruinerna. 1922 överlät den dåvarande ägaren ruinerna till engelska staten, som fortfarande förvaltar dem. Netley Abbey är ett av de mest välbevarade medeltida cistercienserklostren i södra England.